# Hussein el-Husseini
Sajjid Hussein el-Husseini (arab. حسين الحسين, ur. 15 kwietnia 1937 w Zahli) – libański polityk, przewodniczący Zgromadzenia Narodowego Libanu w latach 1984–1992.